# 공검초등학교
공검초등학교는 대한민국 경상북도 상주시 공검면 부곡리에 있는 초등학교다.

## 연혁
- 1934년 11월 20일 : 공검공립보통학교 개교(동막리 69, 설립인가 8월 15일)
- 1935년 5월 28일 : 신축 교사 낙성
- 1938년 4월 1일 : 공검공립심상소학교로 개칭
- 1940년 4월 1일 : 수업연한 6년제 연장
- 1941년 4월 1일 : 공검공립국민학교로 개칭
- 1962년 10월 31일 : 신축 교사 준공
- 1968년 3월 1일 : 양정국민학교 분리
- 1982년 9월 30일 : 병설유치원 개원
- 1992년 3월 12일 : 벽지형 급식학교 운영
- 1993년 3월 1일 : 영수국민학교 통합
- 1996년 3월 1일 : 공검초등학교로 개칭
- 1998년 10월 20일 : 무인경비체제 도입
- 2000년 12월 31일 : 컴퓨터학내망 설치
- 2001년 1월 1일 : 벽지학교 해제 및 농어촌진흥학교 지정
- 2002년 3월 1일 : 양정초등학교 통폐합, 교사 이전
- 2003년 9월 23일 : 공검도서관 개관
- 2015년 2월 13일 : 제45회 졸업(6명, 총 2,237명)
- 2015년 3월 1일 : 제18대 김성애 교장 부임
- 2015년 3월 1일 : 초등 6학급, 유치원 1학급 편성
- 2016년 2월 12일 : 제46회 졸업 (7명, 총 2,244명)
- 2016년 3월 1일 : 초등 5학급 , 유치원 1학급 편성
- 2016년 9월 1일 : 제19대 최정애 교장 선생님 부임
- 2018년 9월 1일 : 제20대 정인자 교장 선생님 부임